# 壽全
寿全（1861年3月23日—1914年1月20日）爱新觉罗氏。清末官员。

## 生平
寿全于咸丰十一年辛酉二月十二日申时生，溥字辈。后袭封奉恩辅国公。光绪二十六年三月，命奉恩辅国公寿全守护东陵。 自此，寿全成为守护东陵大臣。
东陵承办事务衙门由东西两府的陵寝守护大臣以及马兰镇总兵共同主持，下设主事二员、笔帖式二员以及其他员役，负责东陵同清廷间的往来文牍。光绪二十六年（1900年）八国联军攻入北京，其中部分八国联军进至东陵，东府守护大臣寿全、西府守护大臣光裕怕受洋兵侮辱，乃先后投井自尽，寿全因抢救及时而未死，光裕死亡。
民国二年农历十二月二十五日，寿全逝世。